# Powertrio
Powertrio är ett bandformat som blev populärt inom rockmusiken under 1960-talet. En powertrio är en trio som består av en gitarrist, en basist och en trumslagare, samtidigt som någon av bandmedlemmarna även fungerar som sångare. Inom rockmusik är det traditionellt annars vanligt med två gitarrister och även piano/keyboard förekommer ofta. 
I och med den tekniska utvecklingen fram till 60-talet, med bättre förstärkare och elförstärkta instrument, kunde en trio låta lika mycket som det tidigare krävts ett större band för. Eftersom trion inte var lika beroende av detaljerade arrangemang kunde improvisation och kreativitet då få större plats. Banden var ofta inspirerade av blues eller jazz, musikstilar som framhäver improvisation. En annan fördel för trion gentemot större band är att den tar mindre plats och därför kan spela i mindre lokaler.
The Jimi Hendrix Experience och Cream hör till de mest kända exemplen på powertrios. Dessa två hade en stor del i populariseringen av formatet. Bland andra kända powertrios kan nämnas Grand Funk Railroad, Blue Cheer, Rush, ZZ Top och The Police. Även inom progressiv rock har det förekommit trios, exempelvis Emerson, Lake & Palmer. Då dessa vanligtvis var keyboardbaserade räknas de dock ofta inte som "äkta" powertrios.
Under 2000-talet har powerduos, som även utelämnar basisten, nått framgångar. Exempel på sådana band är The White Stripes och The Black Keys.